# 워싱턴 포스트
《워싱턴 포스트》(The Washington Post, WP)는 미국 워싱턴 D.C.에서 발행되는 일간지이다. 워싱턴 대도시권에서 가장 널리 배포되는 신문이며 전국적인 독자를 보유하고 있다. 2023년 기준으로, 포스트는 13만 명의 인쇄판 구독자와 250만 명의 디지털 구독자를 보유하고 있으며, 이는 뉴욕 타임스와 월스트리트 저널에 이어 미국 신문 중 세 번째로 큰 규모이다.
포스트는 1877년에 창간되었다. 초기에는 여러 주인을 거치며 재정적, 편집적으로 어려움을 겪었다. 1933년, 금융가 유진 마이어가 파산 상태의 신문을 인수하여 재정과 명성을 회복시켰다. 그의 사위이자 딸인 캐서린과 필립 그레이엄이 이 작업을 이어받아 여러 경쟁사를 인수했다. 포스트가 1971년에 펜타곤 문서를 인쇄한 것은 베트남 전쟁에 대한 반대를 촉발하는 데 기여했다. 기자 밥 우드워드와 칼 번스틴은 민주당 전국위원회 침입 사건에 대한 조사를 주도했으며, 이는 워터게이트 사건과 1974년 리처드 닉슨 대통령의 사임으로 이어졌다. 2013년 10월, 그레이엄 가족은 이 신문을 제프 베이조스 소유의 지주회사인 내쉬 홀딩스에 2억 5천만 달러에 매각했다.
이 신문은 76회에 걸쳐 퓰리처상을 수상했으며, 이는 뉴욕 타임스에 이어 두 번째로 많은 기록이다. 미국에서는 기록 신문으로 간주된다. 포스트 기자들은 18개의 나이먼 펠로우십과 368개의 백악관 뉴스 사진작가 협회 상을 받았다. 이 신문은 정치 보도로 잘 알려져 있으며, 몇 안 되는 미국 신문 중 뉴스국을 운영하는 곳 중 하나이며, 런던과 서울에 국제 속보 허브를 두고 있다.

## 개요

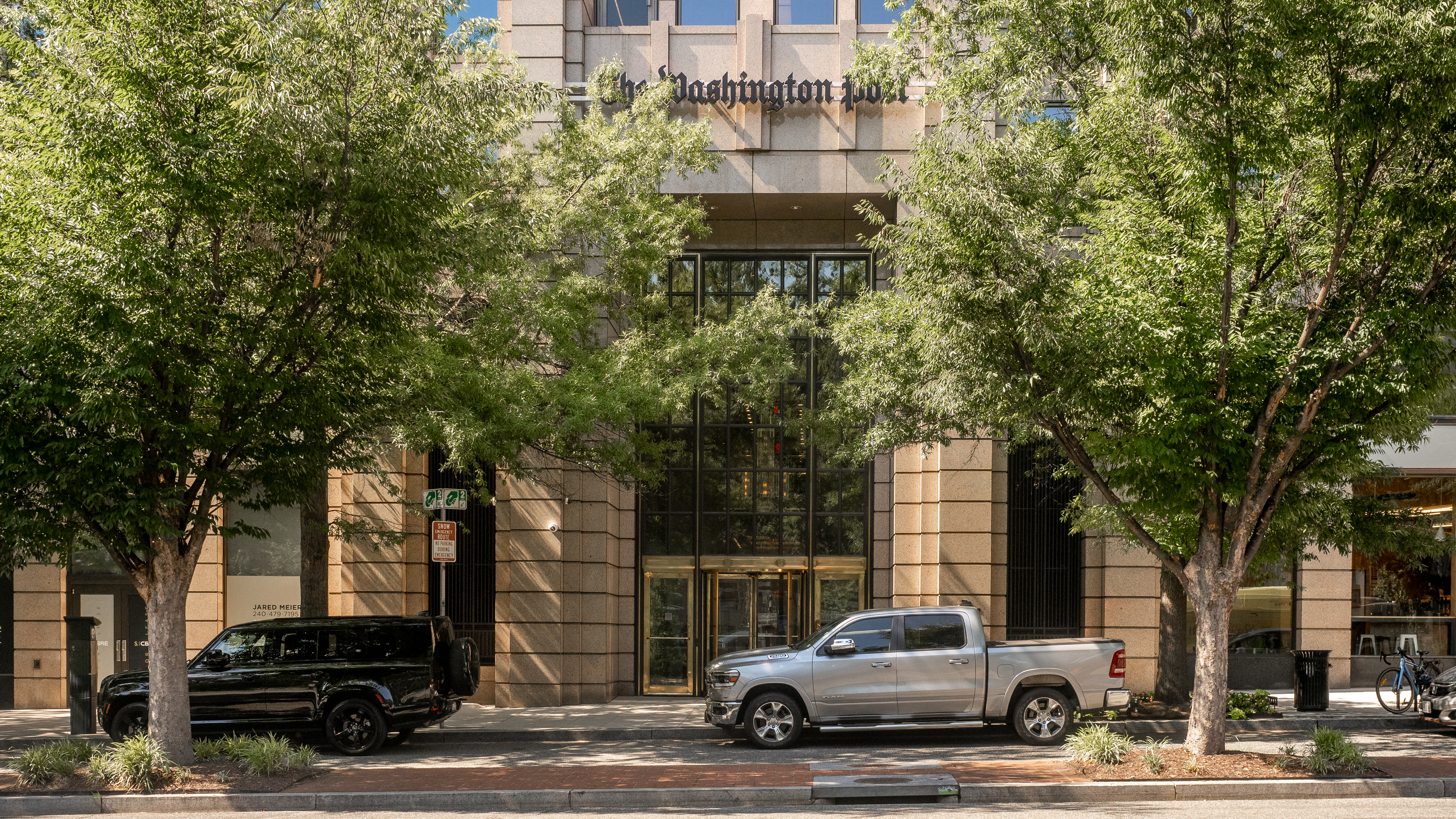
원 프랭클린 스퀘어에 있는 워싱턴 포스트 본사

워싱턴 포스트는 뉴욕 타임스, 로스앤젤레스 타임스, 월스트리트 저널과 함께 미국의 주요 일간지 중 하나로 평가받는다. 워싱턴 포스트는 백악관, 의회, 기타 미국 정부 기관의 활동에 대한 정치 보도를 통해 독자적인 지위를 확립했다. 이는 미국에서 기록 신문으로 간주된다.
워싱턴 포스트는 미국 동해안을 벗어난 지역에 배포되는 판을 인쇄하지 않는다. 2009년에는 발행 부수 감소로 인해 전국 주간판 발행을 중단했다. 인쇄판 독자의 대부분은 워싱턴 D.C.와 메릴랜드주 및 북부 버지니아주 교외 지역에 집중되어 있다.
이 신문의 21개 해외 지국은 바그다드, 베이징시, 베이루트, 베를린, 브뤼셀, 카이로, 다카르, 홍콩, 이슬라마바드, 이스탄불, 예루살렘, 런던, 멕시코시티, 모스크바, 나이로비, 뉴델리, 리우데자네이루, 로마, 서울, 도쿄도, 토론토에 있다. 2009년 11월, 이 신문은 워싱턴 D.C. 기반의 정치 기사와 지역 뉴스에 더 집중하기 위해 시카고, 로스앤젤레스, 뉴욕의 미국 내 3개 지역 지국 폐쇄를 발표했다. 이 신문은 메릴랜드주(애너폴리스, 몽고메리 카운티, 프린스 조지 카운티, 남부 메릴랜드)와 버지니아주(알렉산드리아, 페어팩스, 라우던 카운티, 리치먼드, 프린스 윌리엄 카운티)에 지역 지국을 두고 있다.
2023년 3월 현재, 포스트의 평일 인쇄판 평균 발행 부수는 139,232부로, 미국에서 세 번째로 큰 신문이다.
수십 년 동안 포스트는 1150 15th Street NW에 본사를 두고 있었다. 이 부동산은 2013년 신문이 제프 베이조스의 내쉬 홀딩스에 매각된 후에도 그레이엄 홀딩스에 남아있었다. 그레이엄 홀딩스는 2013년 11월 1150 15th Street를 비롯해 1515 L Street, 1523 L Street, 그리고 1100 15th Street 아래 토지를 1억 5,900만 달러에 매각했다. 포스트는 1150 L Street NW 공간을 계속 임대했다. 2014년 5월, 포스트는 워싱턴 D.C. 1301 K Street NW에 있는 고층 건물인 원 프랭클린 스퀘어의 서쪽 타워를 임대했다.
메리 조던 (언론인)은 워싱턴 포스트 라이브의 창립 편집자이자 콘텐츠 책임자, 그리고 진행자였다. 이 행사는 언론사에서 정치 토론, 컨퍼런스 및 뉴스 이벤트를 조직하는 워싱턴 포스트의 편집 이벤트 사업이며, 2012년 6월 워터게이트 호텔에서 열린 "워터게이트 40주년 기념 행사"에는 전 백악관 법률 고문 존 딘, 워싱턴 포스트 편집장 벤 브래들리, 기자 밥 우드워드와 칼 번스틴 등 주요 워터게이트 인물들이 참석했다. 정기 진행자로는 프랜시스 스태드 셀러스가 있다. 로이스 로마노는 이전에 워싱턴 포스트 라이브의 편집장이었다.
포스트는 자체 ZIP 코드인 20071을 가지고 있다.

## 역사

### 19세기

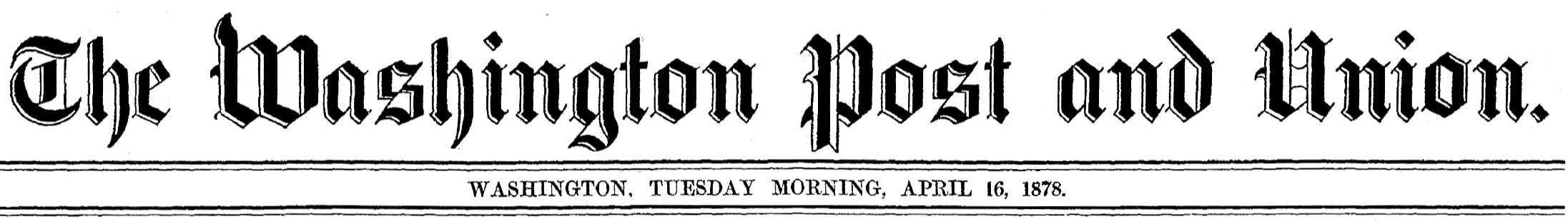
1878년의 워싱턴 포스트 앤 유니온

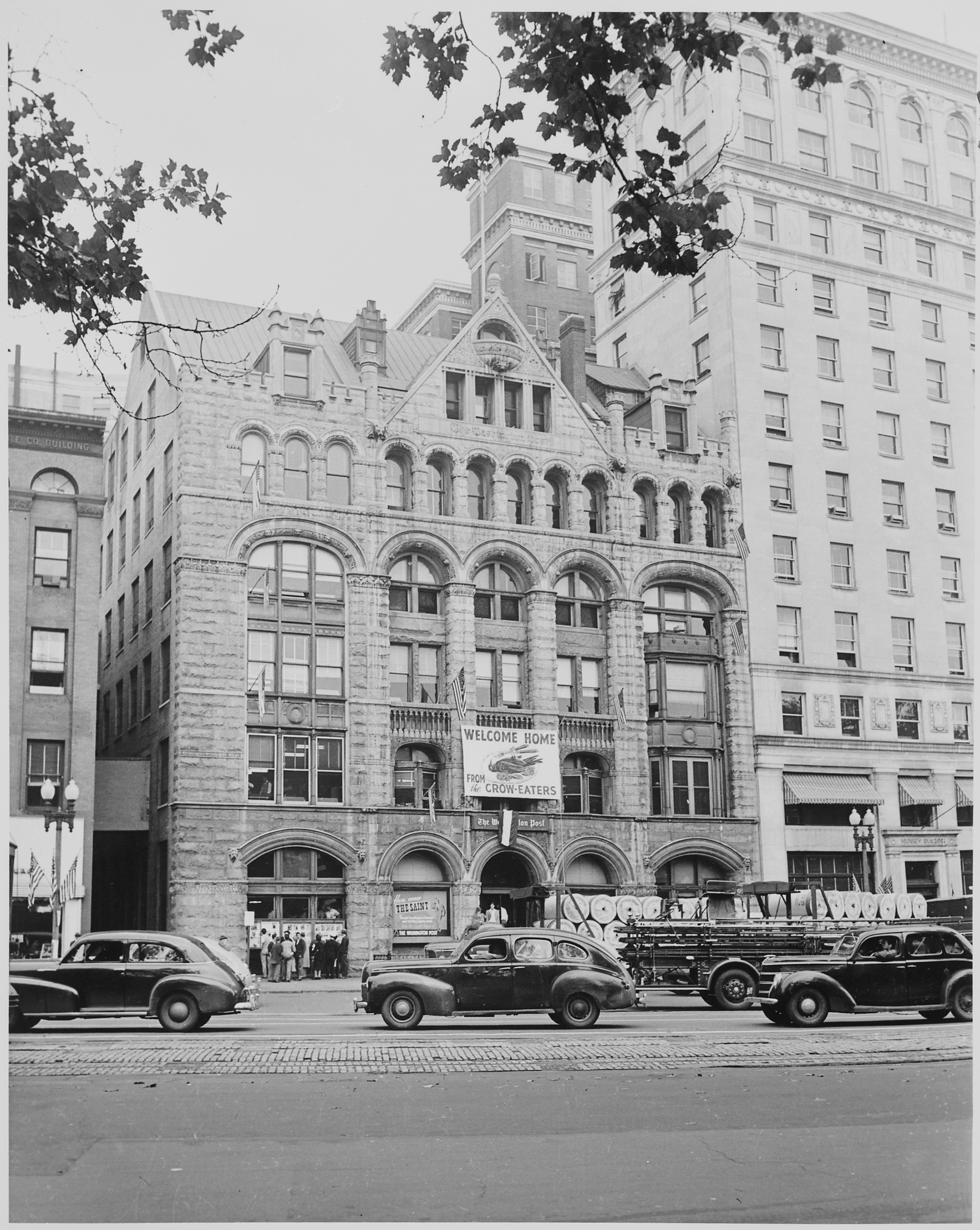
1948년 미국 대통령 선거 직후 워싱턴 포스트 건물. "까마귀 먹는 자들로부터 집으로 환영"이라는 표지는 놀라운 재선에 성공한 해리 S. 트루먼 대통령에게 보내는 것이다.

이 신문은 1877년 스틸슨 허친스 (1838–1912)에 의해 창간되었다. 1880년에는 일요판을 추가하여 도시 최초로 주 7일 발행되는 신문이 되었다.
1878년 4월, 창간 약 4개월 만에 워싱턴 포스트는 1877년 후반 존 린치 (출판인)가 창간한 경쟁 신문인 워싱턴 유니온을 인수했다. 유니온은 인수 당시 약 6개월간 운영되고 있었다. 합병된 신문은 1878년 4월 15일부터 글로브 빌딩에서 워싱턴 포스트 앤 유니온이라는 이름으로 발행되었으며, 발행 부수는 13,000부였다. 워싱턴 포스트 앤 유니온이라는 이름은 약 2주 동안 사용되었고, 1878년 4월 29일에 종료되었으며, 다음 날 원래의 마스트헤드로 돌아왔다.
1889년에 허친스는 신문을 전 우체국장 프랭크 해튼과 오하이오주 출신의 전 민주당 하원의원 베리아 윌킨스에게 매각했다. 신문을 홍보하기 위해 새로운 소유주들은 미국 해병대 군악대의 지휘자 존 필립 수자에게 신문 에세이 공모전 시상식을 위한 행진곡을 작곡해 달라고 요청했다. 수자는 "워싱턴 포스트"를 작곡했다. 이 곡은 19세기 말 유행했던 댄스인 투스텝을 위한 표준 음악이 되었고, 수자의 가장 잘 알려진 작품 중 하나로 남아 있다.
1893년, 이 신문은 14번가와 E가 교차하는 곳의 건물로 이전했으며, 1950년까지 그곳에 머물렀다. 이 건물은 뉴스룸, 광고, 조판, 인쇄 등 신문의 모든 기능을 한 곳에 통합하여 하루 24시간 운영되었다.
1898년, 미국-스페인 전쟁 중 포스트는 클리퍼드 K. 베리맨의 고전적인 삽화 '메인호의 기억'을 인쇄했는데, 이는 전쟁 중 미국 해병들의 전투 구호가 되었다. 1902년, 베리맨은 포스트에 또 다른 유명한 만화를 실었는데, 이는 '미시시피에 선을 긋다'였다. 이 만화는 시어도어 루스벨트 대통령이 작은 곰 인형 새끼에 대해 연민을 보이는 모습을 묘사했으며, 뉴욕의 상점 주인 모리스 미치톰에게 테디베어를 만들도록 영감을 주었다. 윌킨스는 1894년 해튼이 사망하자 신문에서 해튼의 지분을 인수했다.

### 20세기

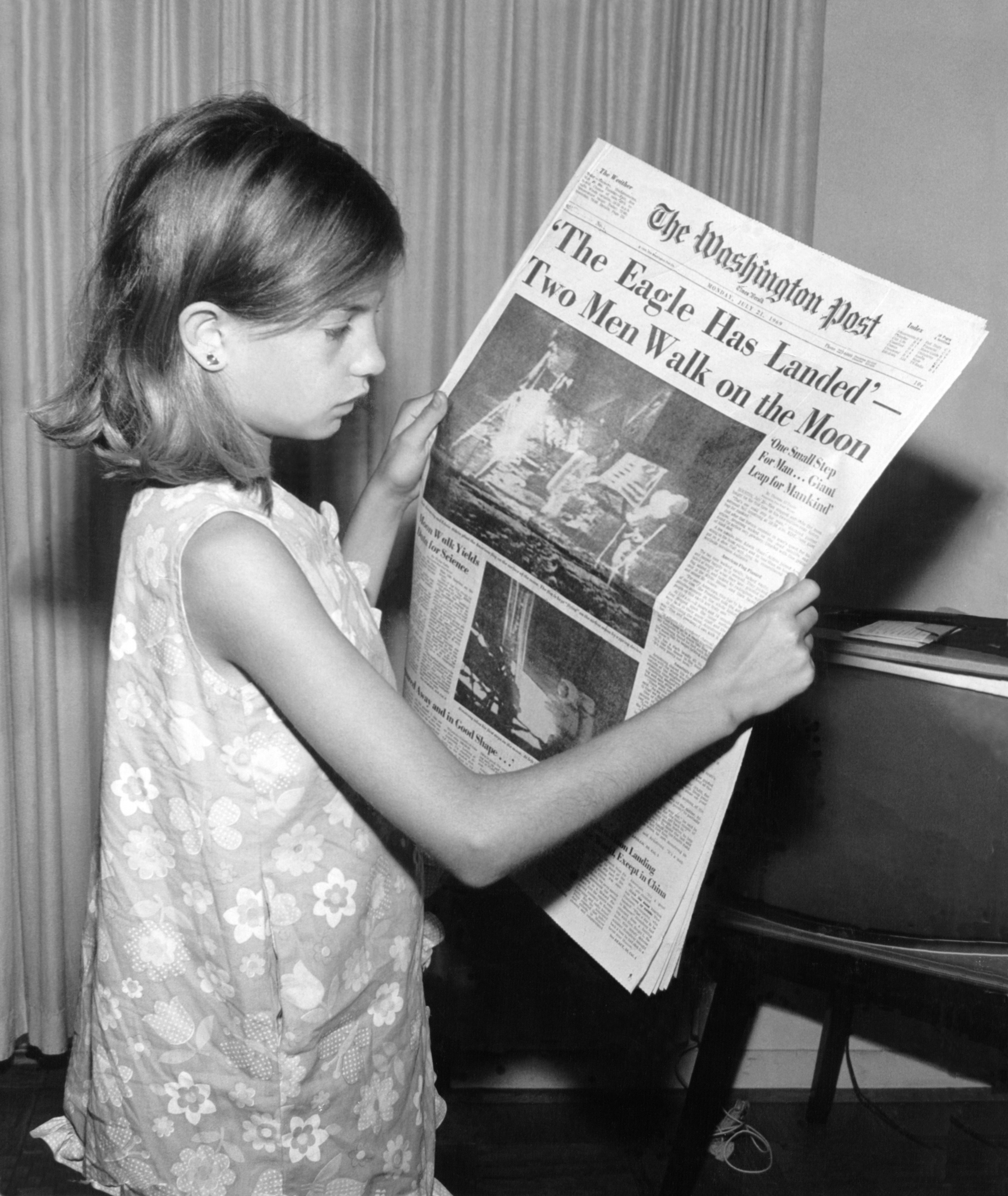
아폴로 11호 착륙을 다룬 1969년 7월 21일자 헤드라인 "독수리 착륙': 두 남자가 달 위를 걷다"

1903년 윌킨스가 사망한 후, 그의 아들 존과 로버트가 2년 동안 포스트를 운영하다가 1905년에 신시내티 인콰이어러의 소유주인 존 롤 맥린에게 매각했다. 윌슨 대통령 재임 기간 동안 포스트는 워싱턴 D.C. 역사상 "가장 유명한 신문 오타"라는 평가를 받았다. 리즌지에 따르면, 포스트는 윌슨 대통령이 미래의 부인인 갈트 여사를 "즐겁게 해주고 있다"(entertaining)고 보도하려 했으나, 실수로 "갈트 부인에게 들어가고 있다"(entering)고 작성했다.
1916년 맥린이 사망하자, 그는 신문을 신탁에 맡겼는데, 이는 그의 플레이보이 아들 에드워드 "네드" 맥린이 상속받은 신문을 제대로 관리할 것이라고 거의 믿지 않았기 때문이다. 네드는 소송을 제기하여 신탁을 깨뜨렸지만, 그의 경영 하에 신문은 몰락의 길을 걸었다. 그는 호화로운 생활을 위해 신문 자금을 소진하고 정치적 의제를 홍보하는 데 사용했다.
1919년의 붉은 여름 동안 포스트는 백인 폭도들을 지지했으며, 심지어 백인 군인들이 흑인 워싱턴 주민들을 공격하기 위해 모일 장소를 광고하는 1면 기사를 게재하기도 했다.
1929년, 제1차 세계 대전 이후 전시금융공사를 운영했던 금융가 유진 마이어는 비밀리에 포스트에 5백만 달러를 제안했지만, 네드 맥린은 이를 거절했다. 1933년 6월 1일, 마이어는 연방준비제도 이사회 의장 자리에서 물러난 지 3주 만에 파산 경매에서 82만 5천 달러에 이 신문을 매입했다. 그는 익명으로 입찰했으며, 다른 입찰자들보다 훨씬 높은 2백만 달러까지 쓸 준비가 되어 있었다. 여기에는 자신의 워싱턴 신문 입지를 강화하기 위해 경영난에 시달리던 포스트를 폐간하려 오랫동안 기대했던 윌리엄 랜돌프 허스트도 포함되어 있었다.
마이어의 소유 하에 포스트의 건전성과 명성이 회복되었다. 1946년, 그의 사위인 필립 그레이엄이 발행인 자리를 이어받았다. 마이어는 결국 허스트를 상대로 최후의 승리를 거두었는데, 허스트는 1939년 합병으로 워싱턴 타임스-헤럴드를 형성하기 전까지 워싱턴 타임스 (1894년–1939년)와 워싱턴 헤럴드를 소유하고 있었다. 이것은 다시 1954년에 포스트에 인수 및 합병되었다. 합병된 신문은 1973년까지 공식적으로 워싱턴 포스트 앤 타임스-헤럴드라는 이름으로 발행되었지만, 시간이 지남에 따라 마스트헤드의 타임스-헤럴드 부분은 점점 덜 눈에 띄게 되었다.
이 합병으로 포스트는 두 개의 지역 경쟁지인 워싱턴 스타와 워싱턴 데일리 뉴스만 남았다. 1972년, 두 경쟁지는 합병하여 워싱턴 스타-뉴스(Washington Star-News)를 형성했다.
1963년 그레이엄이 사망한 후, 워싱턴 포스트 컴퍼니의 지배권은 그의 아내인 캐서린 그레이엄 (1917–2001)에게 넘어갔는데, 그녀는 유진 마이어의 딸이기도 했다. 미국에서 저명한 전국 신문을 운영하는 여성은 거의 없었으며, 캐서린 그레이엄은 자신이 이 역할을 맡는 것에 대해 특히 불안했다고 언급했다. 그녀는 1969년부터 1979년까지 발행인으로 재직했다.
그레이엄은 펜타곤 문서 논란이 한창이던 1971년 6월 15일, 워싱턴 포스트 컴퍼니를 상장했다. 총 1,294,000주가 주당 26달러에 공개되었다. 1991년 그레이엄이 CEO 자리에서 물러날 때까지 주식은 중간에 4:1 주식 분할 효과를 제외하고 주당 888달러의 가치를 가졌다.
그레이엄은 또한 포스트 회사의 다각화를 위해 1984년에 영리 교육 및 훈련 회사인 카플란을 4천만 달러에 인수했다. 20년 후, 카플란은 포스트 신문을 제치고 회사 수입에 가장 큰 기여를 하는 회사가 되었으며, 2010년에는 카플란이 전체 회사 수익의 60% 이상을 차지했다.
총괄 편집장 벤 브래들리는 신문의 명성과 자원을 기자 밥 우드워드와 칼 번스틴에게 제공했는데, 이들은 일련의 긴 기사를 통해 1972년 워싱턴의 워터게이트 콤플렉스 내 민주당 전국위원회 사무실 침입 사건의 배후를 파헤쳤다. 포스트의 끈질긴 보도는 결국 리처드 닉슨 대통령의 사임에 큰 영향을 미쳤으며, 1973년 이 신문은 퓰리처상을 수상했다.
1972년, 퓰리처상을 수상한 평론가 윌리엄 맥퍼슨 (작가)을 초대 편집장으로 하여 "북 월드(Book World)" 섹션이 도입되었다. 이 섹션에는 조너선 야들리와 마이클 디르다와 같은 퓰리처상 수상 평론가들이 참여했으며, 특히 마이클 디르다는 포스트에서 평론가로서 경력을 쌓았다. 2009년, 37년 만에 독자들의 큰 항의와 반대에도 불구하고, 워싱턴 포스트 북 월드는 독립된 부록으로서 발행이 중단되었고, 마지막 호는 2009년 2월 15일 일요일이었다. 이는 신문의 전반적인 개편의 일환으로, 예를 들어 일요일 사설이 "아웃룩(Outlook)" 섹션 대신 주요 첫 섹션의 뒷면에 배치되고, 다른 지역 지향적인 기명 논평과 해설이 다른 섹션에 배포되는 식이었다. 하지만 서평은 여전히 일요일 "아웃룩" 섹션과 주중 "스타일" 섹션, 그리고 온라인으로도 발행된다.
캐서린의 아들인 도널드 E. 그레이엄은 1979년에 그녀의 뒤를 이어 발행인이 되었다.
1995년, washingtonpost.com 도메인 이름이 구매되었다. 같은 해, 디지털 잉크(Digital Ink)라는 온라인 뉴스 저장소를 만들려는 시도가 실패로 돌아갔다. 다음 해에 문을 닫았고, 1996년 6월에 첫 번째 웹사이트가 출시되었다.

### 제프 베이조스 시대 (2013년 이후)

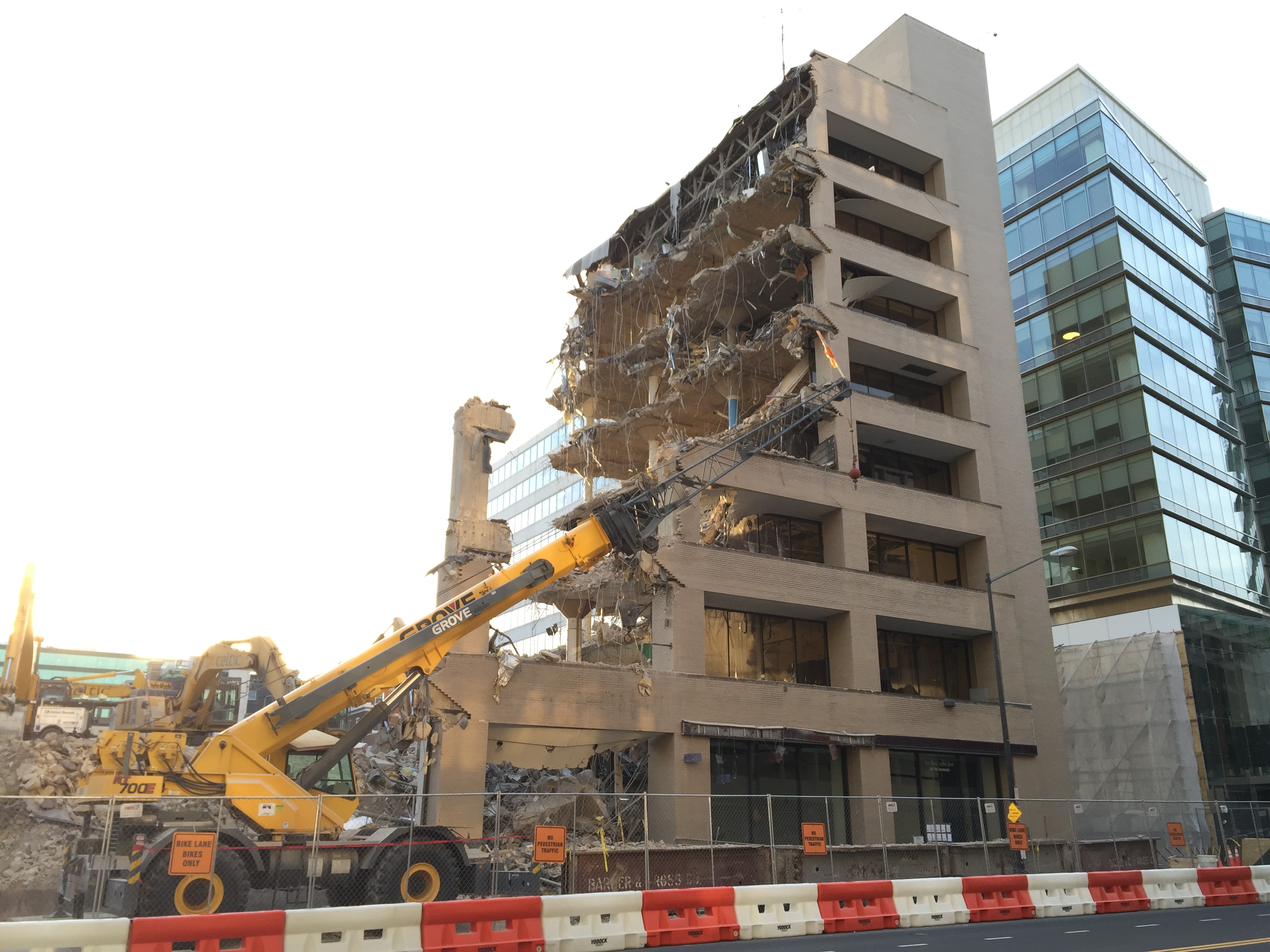
2016년 4월 워싱턴 포스트 15번가 본사 철거 현장

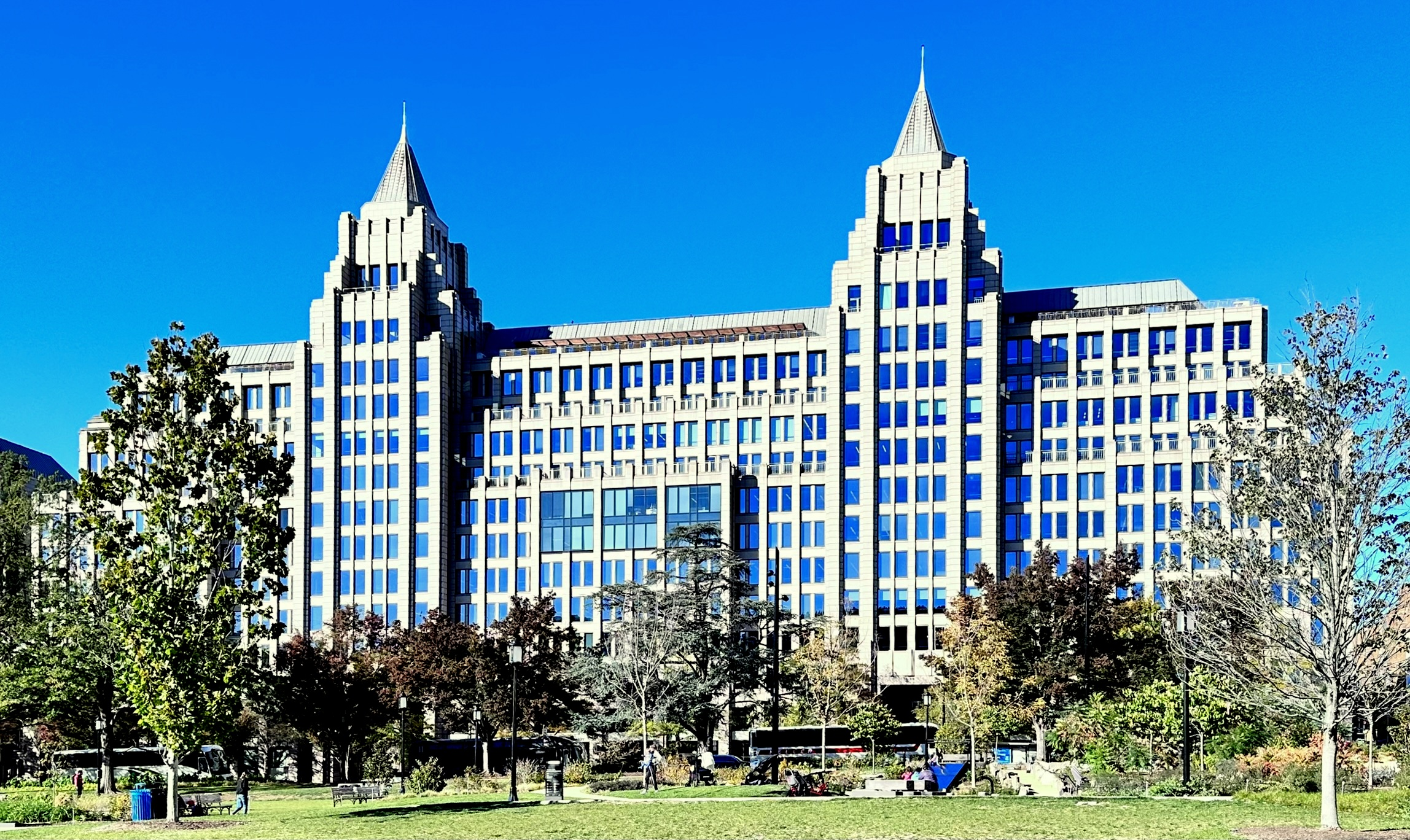
포스트 본사가 있는 원 프랭클린 스퀘어

2013년 8월, 제프 베이조스는 워싱턴 포스트와 기타 지역 출판물, 웹사이트, 부동산을 2억 5천만 달러에 구매하여, 베이조스의 개인 투자 회사인 내쉬 홀딩스 LLC로 소유권이 이전되었다. 신문의 이전 모회사였던 그레이엄 홀딩스는 판매 직후 그레이엄 홀딩스로 이름이 바뀌었다.
포스트를 포함하는 내쉬 홀딩스는 베이조스가 설립하여 2022년 현재 집행 이사회 의장이자 12.7%의 의결권을 가진 최대 단일 주주인 기술 회사 아마존과는 별도로 운영된다.
베이조스는 "단순히 개별 이야기의 연속이 아닌, 포스트를 묶음으로 읽는 '매일의 의식'을 재창조"하려는 비전을 가지고 있다고 말했다. 그는 "소극적인 소유자"로 묘사되었으며, 총괄 편집장 마틴 배런과 2주에 한 번씩 전화 회의를 개최한다. 베이조스는 폴리티코의 설립자이자 CEO인 프레드 라이언을 발행인 겸 최고 경영자로 임명했다. 이는 베이조스가 포스트를 전국 및 전 세계 독자를 대상으로 하는 더욱 디지털 중심적인 매체로 전환하려는 의도를 나타냈다.
2015년에 포스트는 1150 15th Street에 소유하고 있던 건물에서 K 스트리트의 원 프랭클린 스퀘어에 있는 3블록 떨어진 임대 공간으로 이전했다. 2014년 이래로 포스트는 온라인 개인 금융 섹션, 블로그, 그리고 레트로 테마의 팟캐스트를 출시했다. 포스트는 소셜 및 웹 부문에서 2020년 웹비상 뉴스 및 정치 부문에서 인민의 목소리상(Webby People's Voice Award)을 수상했다.
2017년, 이 신문은 자말 카슈끄지를 칼럼니스트로 고용했다. 2018년, 카슈끄지는 이스탄불에서 사우디아라비아 요원들에 의해 살해되었다.
2023년 10월, 포스트는 직원들에게 자발적인 퇴직 패키지를 제공하여 조직 전체에서 240개의 일자리를 줄일 것이라고 발표했다. 일자리 감축을 발표하는 전직원 이메일에서 임시 CEO 패티 스톤시퍼는 "지난 2년간 그리고 2024년까지 트래픽, 구독 및 광고 성장에 대한 우리의 이전 예측은 지나치게 낙관적이었다"고 썼다. 뉴욕 타임스에 따르면, 포스트는 2020년 말 이후 약 50만 명의 구독자를 잃었으며, 2023년에는 1억 달러의 손실을 기록할 것으로 예상되었다. 이러한 해고는 프레스워처스(Presswatchers)의 댄 프롬킨이 독자 수 감소를 워터게이트 사건 당시 포스트가 했던 역할과 유사하게 권위주의의 부상에 초점을 맞춤으로써 역전시킬 수 있다고 제안하도록 이끌었다. 프롬킨은 엄격한 중립성을 유지하는 것이 신문을 다른 현대 매체와 경쟁하는 데 있어 중요하지 않은 보조적인 역할로 전락시킨다고 말한다. 이러한 변화의 일환으로, 2023년에 이 신문은 어린이 칼럼 "키즈포스트(KidsPost)", 천문학 칼럼 "스카이워치(Skywatch)", 그리고 1947년부터 다른 필명으로 연재되어 온 지역 역사와 명소에 대한 칼럼 "존 켈리의 워싱턴(John Kelly's Washington)"을 폐지했다.
2024년 5월, CEO이자 발행인인 윌리엄 루이스는 신문의 재정 상황을 개선하기 위해 조직이 인공지능을 수용할 것이라고 발표했으며, 직원들에게 "뉴스룸 모든 곳에 AI를 적용할 것"이라고 말했다.
2024년 6월, 악시오스 (웹사이트)는 포스트가 상당한 내부 혼란과 재정적 어려움에 직면했다고 보도했다. 새로운 CEO인 루이스는 이미 그의 리더십 스타일과 제안된 구조 조정 계획으로 논란을 일으켰다. 버즈비 편집장의 갑작스러운 사임과 두 명의 백인 남성이 최고 편집직에 임명된 것은 특히 포스트의 고위 여성 편집자들에 대한 고려 부족과 2024년 3월 루이스가 영국 전화 해킹 스캔들에 연루된 자신의 이야기에 대해 버즈비에게 압력을 가했다는 의혹으로 인해 내부 불만을 촉발시켰다. 또한, 루이스가 제안한 소셜 미디어 및 서비스 저널리즘 부서는 직원들의 반발을 샀다. 루이스가 편집 결정에 영향을 미치려 했다는 최근 보도들, 즉 버즈비에게 자신의 과거 전화 해킹 스캔들 연루에 대한 기사를 철회하도록 압력을 가하고, 내셔널 퍼블릭 라디오의 미디어 특파원에게 유사한 주장을 보도하지 않는 대가로 포스트의 미래에 대한 독점 인터뷰를 제안했다는 의혹은 뉴스룸의 사기를 더욱 흔들었다. 직원들은 또한 루이스의 음주 문제와 뉴스룸에서의 무관심한 역할에 대해 우려하게 되었다. 루이스는 도널드 트럼프 시대 이후 잃어버린 구독자들을 되찾기 위한 전략을 모색하면서 매출과 독자 감소 문제와 계속 씨름하고 있다.
그 달 말, 이 신문은 로버트 위넷 신임 편집장과 "비밀 정보를 얻기 위해 속임수와 불법적인 수단을 광범위하게 사용한 경력을 인정"한 존 포드라는 사람 사이의 연관성을 폭로하는 기사를 게재했다. 위넷은 얼마 후 이 자리에서 물러났다.
2025년 1월, 포스트는 직원 중 4%, 즉 100명 미만을 해고할 것이라고 발표했다. 뉴스룸 직원들은 영향을 받지 않을 것이다.

#### 베이조스가 반대하는 견해의 억압
2025년 1월, 만화가 앤 텔나에스는 워싱턴 포스트에서 사임하고 "내가 워싱턴 포스트를 그만두는 이유"라는 제목의 블로그 게시물을 발표했다. 이 글에서 텔나에스는 미국 억만장자들과 도널드 트럼프 대통령 간의 관계를 비판하는 만화를 게재하기를 거부한 신문을 비판했다. 텔나에스는 이러한 결정이 "자유 언론에 위험하다"고 말했다. 텔나에스의 블로그 게시물과 그녀의 만화의 성격은 베이조스 소유 하의 신문에 대한 논의를 촉발했다.
2025년 2월, 베이조스는 포스트의 논평 섹션이 "개인의 자유"와 "자유 시장"을 지지하는 의견만을 다룰 것이며, 다른 의견은 포스트에 게재되지 않을 것이라고 발표했다. 포스트의 논평 편집장인 데이비드 시플리는 제프 베이조스에게 새로운 방향을 재고하도록 설득하려 했지만 실패하자 사임했다. 발표 후 이틀 만에 75,000명 이상의 디지털 구독자가 구독을 취소한 것으로 보고되었다. 3월에는 워싱턴 포스트의 칼럼니스트이자 논평 섹션 편집자인 루스 마커스가 조직에서 40년 만에 사임했는데, 이는 신문의 발행인인 윌 루이스가 새로운 방향을 비판하는 그녀의 칼럼을 삭제했기 때문이다.

## 정치적 입장

### 20세기

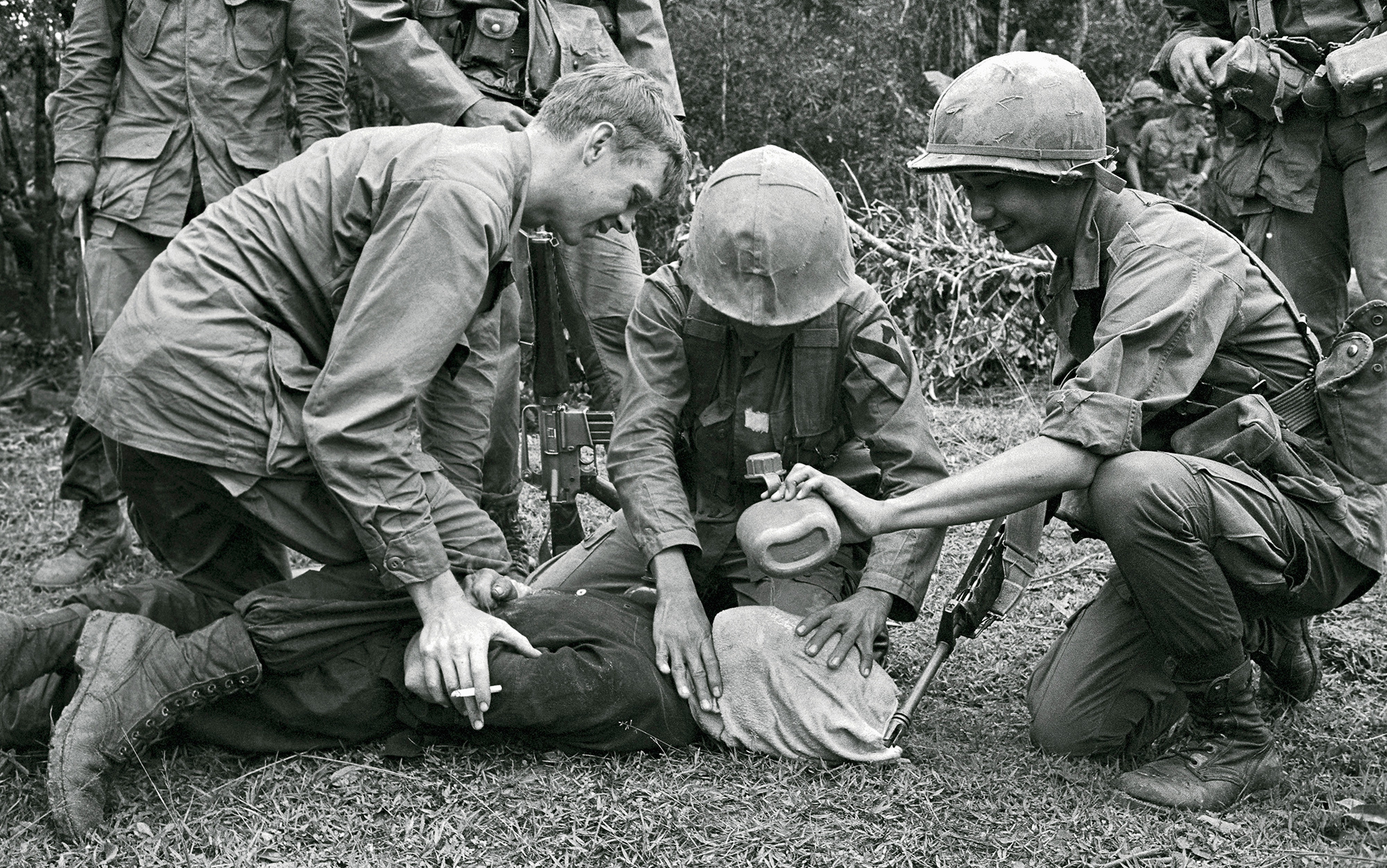
베트남 전쟁 중 남베트남 군인과 두 명의 미국 육군 군인이 붙잡힌 베트남 민주공화국 포로에게 워터보딩을 가하고 있다. 1968년 1월 21일 워싱턴 포스트 1면에 실린 이 사진은 미군 병사의 군법회의로 이어졌지만, 워싱턴 포스트는 워터보딩이 "꽤 흔했다"고 묘사했다.

1933년, 금융가 유진 마이어는 파산한 포스트를 인수하고, 자신과 신문이 어떤 정당에도 얽매이지 않을 것이라고 대중에게 확신시켰다. 그러나 1930년 허버트 후버에 의해 연방준비제도 이사회 의장으로 임명된 주요 공화당원으로서, 루스벨트의 뉴딜에 대한 그의 반대는 신문의 사설과 뉴스 보도를 물들였으며, 마이어가 가명으로 작성한 뉴스 기사를 논설로 편집하기도 했다. 그의 아내 애그니스 에른스트 마이어는 정치적으로 다른 스펙트럼의 저널리스트였다. 포스트는 그녀의 많은 글을 게재했는데, 여기에는 그녀의 개인적인 친구들인 존 듀이와 솔 앨린스키에 대한 찬사도 포함되어 있었다.
1946년, 마이어는 세계은행 총재로 임명되었고, 그의 사위인 필립 그레이엄을 후임 포스트 발행인으로 지명했다. 전후 시대에는 필과 케이 그레이엄과 케네디 부부, 브래들리 부부, 그리고 조지타운 세트의 나머지 멤버들(많은 하버드 대학교 동문들을 포함)의 우정이 깊어지면서 포스트의 정치적 성향에 영향을 미쳤다. 케이 그레이엄의 가장 기억에 남는 조지타운 사교 파티 손님 명단에는 영국 외교관이자 공산주의 스파이인 도널드 매클린도 포함되어 있었다.
포스트는 1950년 허버트 블록의 사설 카툰에서 "매카시즘"이라는 용어를 만들어낸 것으로 알려져 있다. 타르 양동이를 묘사한 이 만화는 조지프 매카시 상원의원의 "타르칠하기" 전술, 즉 그가 비난하는 대상에 대한 명예 훼손 캠페인과 인격 살인 전술을 조롱했다. 매카시 상원의원은 비미 활동 위원회가 수년 동안 해왔던 일을 상원에서 하려 했다. 즉, 미국 내 소련 스파이 활동을 조사하는 일이었다. 비미 활동 위원회는 앨저 히스/휘태커 체임버스 사건에서 공산주의 스파이 활동을 폭로하여 리처드 닉슨을 전국적으로 알리게 했다. 이 위원회는 1930년대의 매코맥-새뮤얼 딕스타인 (하원의원) 위원회에서 발전했다.
필립 그레이엄과 존 F. 케네디의 우정은 1963년 그들이 사망할 때까지 굳건했다. 연방수사국 국장 J. 에드거 후버는 새로운 대통령 린든 B. 존슨에게 "나는 포스트에 큰 영향력이 없다. 솔직히 말해서 읽지도 않는다. 나는 그것을 데일리 워커처럼 본다"고 말했다고 전해진다.
벤 브래들리는 1968년에 편집장이 되었고, 캐서린 그레이엄은 1969년에 공식적으로 발행인이 되어 펜타곤 문서와 워터게이트 스캔들에 대한 적극적인 보도를 위한 길을 열었다. 포스트는 1971년 펜타곤 문서를 발행하면서 베트남 전쟁에 대한 대중의 반대 여론을 강화했다. 1970년대 중반, 일부 보수주의자들은 포스트를 보도와 사설에서 좌익 편향적인 것으로 인식하여 "프라우다 온 더 포토맥"이라고 불렀다. 그 이후로 이 명칭은 이 신문의 자유주의적 비평가와 보수주의적 비평가 모두에게 사용되었다.

### 21세기
PBS 다큐멘터리 "전쟁을 사다(Buying the War)"에서 저널리스트 빌 모이어스는 이라크 전쟁 1년 전에 조지 W. 부시 행정부의 이라크 침공 의지를 지지하는 사설이 27개나 있었다고 말했다. 국가 안보 특파원 월터 핀쿠스는 행정부를 비판하는 자신의 보도를 중단하라는 명령을 받았다고 보고했다. 작가이자 저널리스트인 그레그 미첼에 따르면, "포스트의 자체 인정에 따르면, 전쟁 전 몇 달 동안 전쟁을 조장하는 140개 이상의 기사를 1면에 실었으며, 반대 정보는 묻혔다."
2007년 3월 23일, 크리스 매튜스는 자신의 텔레비전 프로그램에서 "워싱턴 포스트는 더 이상 예전의 자유주의 신문이 아니다. 나는 수년 동안 이 신문을 읽어왔고, 이제는 신보수주의 신문이다"라고 말했다. 이 신문은 정기적으로 좌익 성향의 칼럼니스트들(예: E. J. 디온, 데이나 밀뱅크, 그레그 사전트, 유진 로빈슨 (언론인))과 우익 성향의 칼럼니스트들(예: 조지 윌, 마크 티센, 마이클 거슨, 찰스 크라우트해머)의 오피니언 칼럼을 혼합하여 게재하고 있다.
2008년 미국 대통령 선거 전의 신문 보도에 대한 비판에 대해, 전 포스트 옴부즈맨 데보라 하월은 다음과 같이 썼다. "논평 페이지에는 강력한 보수적 목소리가 있고, 사설 위원회에는 중도주의자와 보수주의자가 포함되어 있으며, 오바마를 비판하는 사설도 있었다. 그러나 여전히 의견은 오바마에게 기울어져 있었다." 리처드 데이비스의 2009년 옥스퍼드 대학교 출판부 서적에 따르면, 블로그가 미국 정치에 미치는 영향에 대해 자유주의 블로거들은 다른 주요 신문보다 워싱턴 포스트와 뉴욕 타임스에 더 자주 링크하지만, 보수주의 블로거들도 주로 자유주의 신문에 링크한다.
2011년부터 포스트는 "팩트 체커"라는 칼럼을 운영하고 있는데, 포스트는 이를 "진실 확인반"이라고 묘사한다. 팩트 체커는 구글 뉴스 이니셔티브/유튜브로부터 25만 달러의 보조금을 받아 비디오 팩트 체크 제작을 확대했다.
2016년 9월 중순, 포브스의 매튜 잉그램은 디 인터셉트의 글렌 그린월드, 가디언의 트레버 팀과 함께 워싱턴 포스트가 "에드워드 스노든 전 국가안보국 계약직원이 간첩 혐의로 재판을 받도록 요구하고 있다"며 비판했다.
2017년 2월, 포스트는 헤드라인에 "어둠 속에서 민주주의는 죽는다"라는 슬로건을 채택했다.
2025년 2월, 제프 베이조스는 이 신문의 논평 페이지가 다른 견해를 배제하고 "개인의 자유와 자유 시장"을 지지할 것이라고 발표했다. 내셔널 퍼블릭 라디오에 따르면, 이 발표는 포스트가 자유지상주의 노선을 채택하고 있음을 시사했다.

#### 정치적 지지
미국의 연방, 주, 지방 선거 대부분에서 포스트 사설 위원회는 민주당 후보를 지지해 왔다. 신문의 사설 위원회와 지지 결정은 뉴스룸 운영과는 별개이다. 1976년까지 포스트는 대통령 선거에서 정기적으로 지지 선언을 하지 않았다. 1976년 지미 카터를 지지한 이후, 포스트는 대통령 선거에서 민주당을 지지해 왔으며, 총선에서 공화당 후보를 대통령으로 지지한 적은 한 번도 없다. 다만 1988년 미국 대통령 선거에서는 포스트가 마이클 두카키스 주지사(민주당 후보)와 조지 H. W. 부시 부통령(공화당 후보) 모두를 지지하지 않았다. 포스트 사설 위원회는 2008년과 2012년에 버락 오바마를, 2016년 미국 대통령 선거에서 힐러리 클린턴을, 그리고 2020년 미국 대통령 선거에서 조 바이든을 지지했다. 2024년, 포스트는 대통령 지지 선언을 더 이상 하지 않을 것이라고 논란의 여지가 있는 발표를 했다.
신문은 주로 의회, 주, 지방 선거에서 민주당을 지지하지만, 때때로 공화당 후보도 지지했다. 2006년에는 메릴랜드 주지사 로버트 얼리히의 재선 실패를 지지했다. 2006년에는 버지니아주 북부의 모든 공화당 현직 하원의원에 대한 역사적인 지지를 반복했다. 포스트 사설 위원회는 버지니아주의 공화당 상원의원 존 워너를 1990년, 1996년, 2002년 상원 재선 캠페인에서 지지했다. 이 신문이 메릴랜드주 공화당 상원의원을 가장 최근에 지지한 것은 1980년대에 찰스 마티아스 상원의원을 지지했을 때였다. 미국 하원 선거에서는 온건 공화당원인 웨인 길크리스트, 토마스 M. 데이비스, 프랭크 울프 (정치인) 등이 포스트의 지지를 받았다. 포스트는 또한 워싱턴 D.C.에서 공화당원 캐롤 슈워츠를 지지했다.

##### 2024년 대통령 지지 철회
2024년 미국 대통령 선거 11일 전, CEO이자 발행인인 윌리엄 루이스는 포스트가 2024년 후보를 지지하지 않을 것이라고 발표했다. 이는 1988년 대통령 선거 이후 처음으로 신문이 민주당 후보를 지지하지 않은 사례였다. 루이스는 또한 이 신문이 앞으로의 모든 대통령 선거에서 지지 선언을 하지 않을 것이라고 말했다. 루이스는 신문이 후보를 지지하지 않는 "우리의 뿌리로 돌아가는 것"이며, 이는 "독자들이 스스로 판단할 수 있는 능력을 지지하는 선언"이자 "포스트가 항상 옹호해 온 가치와 지도자에게 바라는 것, 즉 미국 윤리에 봉사하는 품성과 용기, 법치주의에 대한 존중, 그리고 모든 면에서 인간의 자유에 대한 존중"과 일치한다고 설명했다. 상황에 정통한 소식통들은 포스트 사설 위원회가 카멀라 해리스에 대한 지지 선언을 작성했지만, 포스트의 소유주인 제프 베이조스의 명령으로 막혔다고 밝혔다.
전 총괄 편집장 마틴 배런은 이러한 움직임을 "용감함으로 유명한 기관의 소름 끼치는 나약함"이라고 비판했으며, 베이조스가 2024년 미국 대통령 선거 공화당 후보 도널드 트럼프가 당선될 경우 베이조스의 다른 사업에 영향을 미칠 수 있는 보복을 두려워하고 있다고 시사했다. 편집위원장 로버트 케이건과 칼럼니스트 미셸 노리스는 이 결정에 항의하여 사임했으며, 편집자 데이비드 마라니스는 이 신문이 "어둠 속에서 죽어가고 있다"고 말했는데, 이는 이 신문의 현재 슬로건을 언급한 것이다. 포스트의 논평 칼럼니스트들은 공동으로 이 지지 철회 결정을 "끔찍한 실수"라고 비판하는 기사를 작성했으며, 이는 포스트 직원들을 대표하는 노동조합인 워싱턴 포스트 길드의 비난을 받았다. 25만 명이 넘는 사람들(포스트 구독자의 약 10%)이 구독을 취소했으며, 사설 위원회 3명은 위원회에서 물러났지만 포스트의 다른 직책은 유지하고 있다. 해리스에 대한 지지 선언은 이후 이 신문의 유머 칼럼니스트 알렉산드라 페트리에 의해 게재되었는데, 그녀는 "만약 내가 이 신문이라면, 우리의 대통령 지지 선언이 유머 칼럼니스트인 나에게 맡겨졌다는 사실에 약간 부끄러울 것"이라며, "우리의 실제 기자들이 나가서 보도하고, 편집자들이 그들을 지지하며, 보도할 수 없을 만큼 강력한 사람은 아무도 없으며, 우리는 결코 두려움 때문에 공격을 멈추지 않을 것이라는 것을 알기 때문에 나는 무슨 일이 일어나고 있는지 알 뿐이다"라고 설명했다.
포스트의 결정에 대해 윌 번치, 조너선 V. 라스트, 댄 프롬킨, 도나 래드, 수웰 찬 등 여러 칼럼니스트들은 이를 역사가 티머시 스나이더가 선행적 복종이라고 부르는 사례라고 비판했다. 스나이더 자신은 이 결정을 비판하며, "'미리 복종하지 말라'는 것이 20세기의 주요 교훈이다"라고 주장했다. 더 힐 (신문)의 오피니언 칼럼에서 앤드루 코펠만은 포스트가 비겁함을 드러냈다고 비꼬듯이 "칭찬"했다.

## 비판 및 논란

### "지미의 세계" 날조 사건
1980년 9월, 포스트의 일요판 1면에 "지미의 세계"라는 특집 기사가 실렸는데, 여기에서 기자 재닛 쿡은 8살 헤로인 중독자의 삶에 대한 프로필을 썼다. 포스트 내부에서는 이 기사의 진실성에 의문을 제기하는 사람들도 있었지만, 신문 편집자들은 이를 옹호했고, 부국장 밥 우드워드는 이 기사를 컬럼비아 대학교의 퓰리처상 위원회에 제출했다. 쿡은 1981년 4월 13일 퓰리처상 특집 기사 부문을 수상했다. 이 이야기는 나중에 완전히 날조된 것으로 밝혀져 퓰리처상은 반환되었다.

### 사적인 "살롱" 권유
2009년 7월, 의료 개혁에 대한 격렬한 논쟁 속에서, 폴리티코는 한 의료 로비스트가 포스트의 "의료 보도 및 편집 직원"에게 접근할 수 있는 "놀라운" 제안을 받았다고 보도했다. 포스트 발행인 캐서린 웨이머스는 자신의 개인 거주지에서 일련의 독점적인 만찬 파티, 즉 "살롱"을 계획했으며, 저명한 로비스트, 무역 단체 회원, 정치인, 사업가들을 초대했다. 참가자들은 단일 살롱 후원에 25,000달러, 11회 세션에 25만 달러를 지불해야 했으며, 이 행사는 일반 대중과 비포스트 언론에 비공개로 진행되었다. 폴리티코의 폭로는 워싱턴에서 다소 엇갈린 반응을 얻었는데 이는 파티의 유일한 목적이 내부자들이 포스트 직원들과 얼굴을 마주하고 시간을 살 수 있도록 하는 것이라는 인상을 주었기 때문이다.
이러한 사실이 공개되자마자 웨이머스는 살롱을 취소하며 "이런 일은 결코 일어나서는 안 되었다"고 말했다. 백악관 법률 고문 그레고리 B. 크레이그는 공무원들에게 연방 윤리 규정에 따라 이러한 행사에 대한 사전 승인이 필요하다고 상기시켰다. 살롱의 "호스트 및 토론 리더"로 전단지에 이름이 올라 있었던 포스트 총괄 편집장 마커스 브라우치는 이 계획에 "경악했다"며, "워싱턴 포스트 기자들에게 접근하는 것이 돈으로 가능하다는 것을 시사한다"고 덧붙였다.

### 중국일보 광고 보충 자료
2011년부터 워싱턴 포스트는 중국공산당 중앙선전부 소유의 영자 신문인 중국일보가 제공하는 "차이나 워치" 광고 보충 자료를 인쇄판과 온라인판에 포함하기 시작했다. 온라인 "차이나 워치" 섹션의 헤더에는 "워싱턴 포스트의 유료 보충 자료"라는 문구가 포함되어 있었지만, 디 애틀랜틱의 제임스 팔로우는 이 공지가 대부분의 독자들이 보기에는 명확하지 않다고 지적했다. 포스트와 전 세계 여러 신문에 배포된 "차이나 워치" 광고 보충 자료는 4~8페이지 분량으로 최소 월 1회 발행된다. 2018년 가디언의 보고서에 따르면, "차이나 워치"는 "교훈적이고 구식의 선전 방식"을 사용한다.
2020년, 프리덤 하우스의 "베이징의 글로벌 확성기"라는 제목의 보고서는 포스트와 다른 신문들이 "차이나 워치"를 배포한 것을 비판했다. 같은 해 2월, 미국 의회 공화당 의원 35명은 미국 법무부에 중국일보의 잠재적인 FARA 위반에 대한 조사를 요구하는 서한을 보냈다. 이 서한은 포스트에 실린 기사 "홍콩 불안과 관련된 교육 결함"을 "중국의 잔혹 행위... 홍콩 탄압 지지를 위한 은폐"의 예시로 들었다. 가디언에 따르면, 포스트는 이미 2019년에 "차이나 워치" 발행을 중단했다.

### 직원 관계
2022년 3월, 기자 폴 파리는 러시아 기반 기사에 대한 출처 표기 및 출처지 표기 정책에 대해 트윗을 올린 후 5일간 무급 정직 처분을 받았다.

#### 펠리시아 손메즈
2020년, 포스트는 기자 펠리시아 손메즈가 코비 브라이언트의 2003년 성폭행 의혹에 대한 일련의 트윗을 브라이언트의 사망 이후 게시하자 정직 처분했다. 그녀는 포스트 기자 200명 이상이 신문의 결정을 비판하는 공개 서한을 작성한 후 복직되었다. 2021년 7월, 손메즈는 포스트와 몇몇 최고 편집자들을 직장 차별 혐의로 고소했다. 이 소송은 2022년 3월 법원이 손메즈가 합리적인 주장을 제기하는 데 실패했다고 판결하며 기각되었다.
2022년 6월, 손메즈는 동료 포스트 직원인 데이비드 위겔과 트위터에서 언쟁을 벌였는데, 위겔은 나중에 이를 "불쾌한 농담"이라고 묘사했고, 호세 A. 델 레알은 손메즈가 "동료를 반복적이고 의도적으로 공개적으로 괴롭혔다"고 비난했다. 이 언쟁 이후, 신문은 회사 소셜 미디어 지침을 위반한 혐의로 위겔을 한 달 동안 정직시켰고, 신문의 총괄 편집장 샐리 버즈비는 직원들에게 동료와의 상호 작용에서 "건설적이고 동료적인 태도를 유지하라"는 내용의 뉴스룸 전체 메모를 보냈다. 이 신문은 손메즈를 해고했으며, 이메일 해고 통지서에서 그녀가 "명령 불복종, 온라인에서 동료 비방, 포스트의 직장 동료애 및 포괄성 기준 위반"을 포함한 "비행"을 저질렀다고 밝혔다. 포스트는 해고에 대한 중재를 거부한 후 포스트 길드의 비판에 직면했으며, 길드는 포스트 계약 만료가 "계약 만료 이전에 제기된 불만을 중재해야 할 포스트의 계약상 의무를 면제하지 않는다"고 밝혔다.

### 코빙턴 가톨릭 고등학교 학생에 의한 소송
2019년, 코빙턴 가톨릭 고등학교 학생 닉 샌드먼은 포스트를 명예 훼손 혐의로 고소했는데, 이는 포스트가 코빙턴 학생들과 원주민 행진 간의 2019년 1월 링컨 기념관 충돌 사건에 관한 7개의 기사에서 자신을 비방했다고 주장했기 때문이다. 연방 판사는 샌드먼이 명예 훼손이라고 주장한 포스트의 33개 진술 중 30개가 그렇지 않다고 판결하며 사건을 기각했지만, 샌드먼에게 세 가지 진술에 대해 수정된 불만을 제기할 수 있도록 허용했다. 샌드먼의 변호사가 불만을 수정한 후, 소송은 2019년 10월 28일에 재개되었다.
2020년, 포스트는 샌드먼이 제기한 소송을 비공개 금액으로 합의했다.

### 논란의오피니언 칼럼과 칼럼
워싱턴 포스트의 여러 오피니언 칼럼과 칼럼은 비판을 불러일으켰는데, 여기에는 칼럼니스트 리처드 코언 (칼럼니스트)의 인종에 대한 여러 해 동안의 발언, 그리고 조지 윌의 캠퍼스 성폭력에 대한 2014년 논란이 된 칼럼이 포함된다.
포스트가 예멘의 후티 운동 지도자인 모함메드 알리 알-후티의 오피니언 칼럼을 게재하기로 한 결정은 일부 활동가들로부터 "이란이 지원하는 반서방적이고 반유대주의 집단에 발언권을 제공한다"는 비판을 받았다.
2020년 "엘리트들에게 대통령 선출에 더 큰 발언권을 줄 때가 되었다"는 제목의 오피니언 칼럼의 헤드라인은 반발 이후 편집자 주석 없이 변경되었다.
2022년, 배우 조니 뎁은 전 부인 앰버 허드가 워싱턴 포스트에 쓴 오피니언 칼럼에 대해 성공적으로 소송을 제기했다. 이 칼럼에서 허드는 뎁이 가정 폭력으로 공개적으로 비난받은 지 2년 후 자신을 가정 폭력을 대표하는 공인이라고 묘사했다.

### 선출직 공무원의 비판

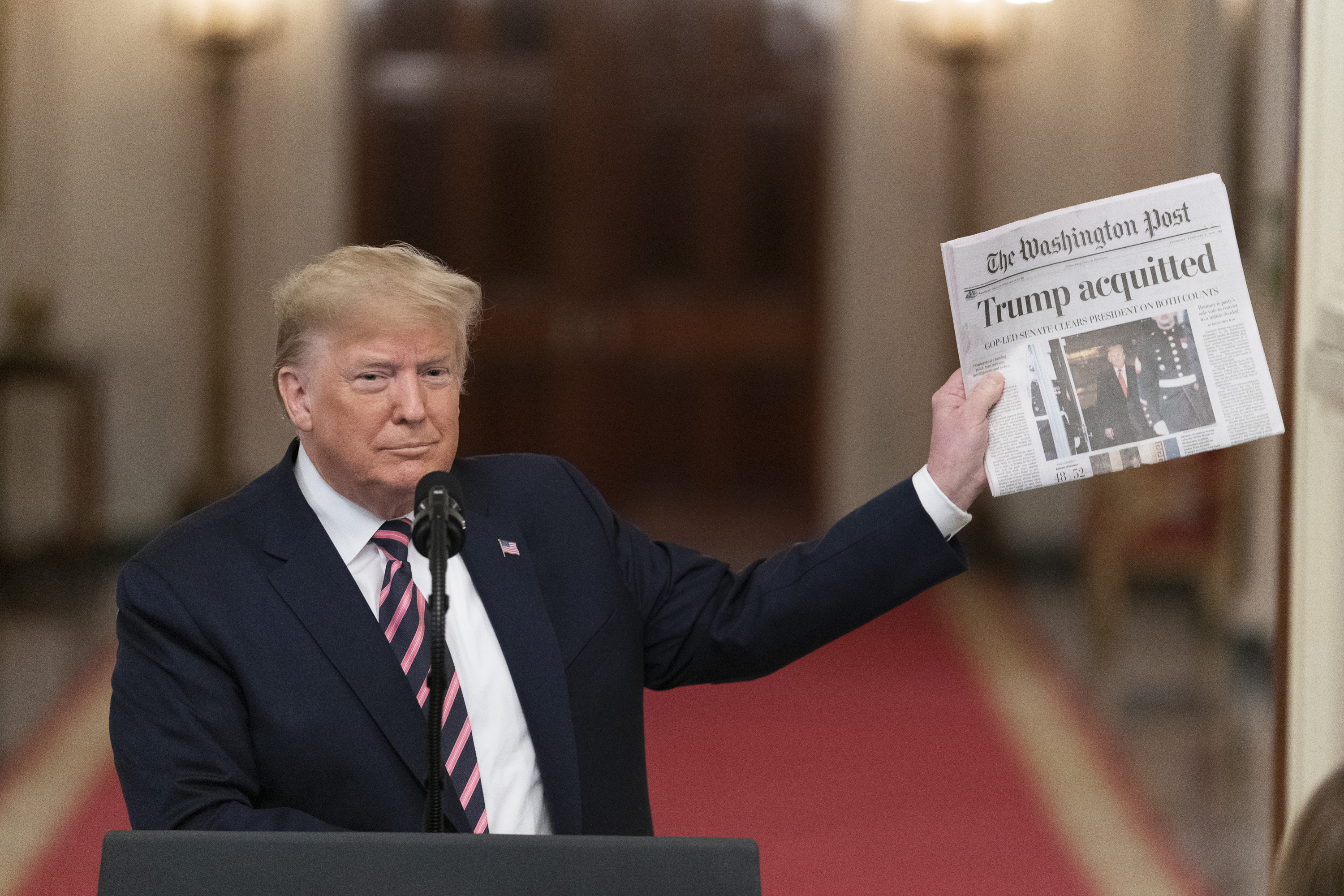
도널드 트럼프 대통령이 2020년 2월 6일 백악관 이스트룸에서 연설 중 워싱턴 포스트 사본을 들고 있다.

닉슨 대통령을 대변하여 백악관 언론 비서 론 지글러는 워터게이트에만 집중한 워싱턴 포스트를 "형편없는 저널리즘"이라고 비난했지만, 닉슨에 대한 비판적인 보도가 사실로 입증되자 사과했다.
제45대/47대 대통령 도널드 트럼프는 자신의 트위터 계정을 통해 워싱턴 포스트에 대해 반복적으로 비판적인 발언을 했으며, 2018년 8월까지 "대통령 선거 운동 이후 20번 이상 아마존과 연결시켜 이 신문에 대한 비판을 트윗하거나 리트윗했다." 신문 자체를 자주 공격하는 것 외에도, 트럼프는 트위터를 사용하여 다양한 포스트 기자와 칼럼니스트를 맹비난했다.
2020년 미국 대통령 선거 민주당 후보 경선 동안 버니 샌더스 상원의원은 워싱턴 포스트가 자신의 캠페인 보도를 자신에게 불리하게 왜곡했다고 반복적으로 비판했으며, 이를 제프 베이조스의 신문 인수에 기인한다고 보았다. 샌더스의 비판은 사회주의 잡지 재커빈과 진보적인 언론 감시 단체인 공정성과 정확성 보고에서 되풀이되었다. 워싱턴 포스트 총괄 편집장 마틴 배런은 샌더스의 비판이 "근거 없고 음모론적"이라고 응답했다.

### 화석 연료 광고
디 인터셉트, 더 네이션, 데스모그의 조사에 따르면, 워싱턴 포스트는 화석 연료 산업의 광고를 게재하는 주요 언론 매체 중 하나이다. 워싱턴 포스트에서 기후변화를 다루는 기자들은 이해상충 문제로 인해 기후변화의 원인이 되는 기업 및 산업과 기후 변화에 대한 조치를 방해하는 기업 및 산업과의 관계가 기후변화 보도의 신뢰성을 떨어뜨리고 독자들이 기후위기를 과소평가하게 만들 것을 우려하고 있다.

## 조직

### 경영진 및 편집자
주요 주주
1. 스틸슨 허친스 (1877–1889)
2. 프랭크 해튼과 베리아 윌킨스 (1889–1905)
3. 존 롤 맥린 (1905–1916)
4. 에드워드 (네드) 맥린 (1916–1933)
5. 유진 마이어 (1933–1948)
6. 그레이엄 홀딩스 (1948–2013)
7. 제프 베이조스 (내쉬 홀딩스) (2013년 이후)

발행인
1. 스틸슨 허친스 (1877–1889)
2. 베리아 윌킨스 (1889–1905)
3. 존 롤 맥린 (1905–1916)
4. 에드워드 비얼 맥린 (1916–1933)
5. 유진 마이어 (1933–1946)
6. 필립 그레이엄 (1946–1961)
7. 존 W. 스위트먼 (1961–1968)
8. 캐서린 그레이엄 (1969–1979)
9. 도널드 E. 그레이엄 (1979–2000)
10. 부아스퓨예 존스 주니어 (2000–2008)
11. 캐서린 웨이머스 (2008–2014)
12. 프레드 라이언 (2014–2023)
13. 윌리엄 루이스 (언론인) (2024년 이후)

총괄 편집장
1. 제임스 러셀 위긴스 (1955–1968)
2. 벤 브래들리 (1968–1991)
3. 레너드 다우니 주니어 (1991–2008)
4. 마커스 브라우치 (2008–2012)[204]
5. 마틴 배런 (2012–2021)[205]
6. 샐리 버즈비 (2021–2024)[206]
7. 매트 머레이 (언론인) (2024년 이후)

### 기자
워싱턴 포스트의 현재 기자로는 야스민 아부탈렙, 댄 발츠, 윌 잉글런드, 마크 피셔, 로빈 기번, 데이비드 이그나티우스, 엘렌 나카시마, 애슐리 파커, 샐리 퀸, 미셸 싱글터리, 조 요난이 있다.
워싱턴 포스트의 전 기자로는 스콧 암스트롱 (언론인), 멜리사 벨 (언론인), 앤 데브로이, 에드워드 T. 폴리어드, 말비나 린지, 메리 맥그로리, 크리스틴 엠바, 월터 핀쿠스, 밥 우드워드가 있다.

### 출판 서비스
아크 XP는 워싱턴 포스트의 한 부서로, 시카고 트리뷴과 로스앤젤레스 타임스와 같은 뉴스 조직에 출판 시스템과 소프트웨어를 제공한다.

### 노동조합
1975년, 워싱턴 포스트 인쇄공 노동조합은 파업에 들어갔다. 포스트는 대체 인력을 고용하여 인쇄공 노동조합을 대체했으며, 다른 노동조합들은 1976년 2월에 업무에 복귀했다.
1986년, 포스트와 신문 길드 노동조합 간의 새로운 계약 협상 중, 신문 길드 지부장 토마스 R. 셔우드와 메릴랜드 부편집장 클라우디아 레비를 포함한 5명의 직원이 포스트를 상대로 초과 근무 수당 소송을 제기했는데, 이는 신문사가 예산상 초과 근무 수당을 지급할 수 없다고 주장했기 때문이다.
2018년 6월, 워싱턴 포스트의 400명 이상의 직원들이 소유주 제프 베이조스에게 "공정한 임금; 퇴직, 가족 휴가 및 건강 관리를 위한 공정한 혜택; 그리고 공정한 고용 안정성"을 요구하는 공개 서한을 보냈다. 이 공개 서한에는 직원들의 비디오 증언이 동봉되었는데, 이들은 신문사의 기록적인 구독 성장에도 불구하고 "충격적인 급여 관행"을 주장하며, 주당 평균 10달러의 급여 인상은 인플레이션율의 절반에도 미치지 못한다고 주장했다. 이 청원은 워싱턴 포스트 길드와 고위 경영진 간의 임금 및 혜택 인상에 대한 1년간의 실패한 협상에 뒤이어 나왔다.
2023년 현재, 워싱턴 포스트 길드는 포스트의 직원 약 1,000명을 대표한다. 2023년 12월, 750명 이상의 포스트 기자와 직원들이 파업에 돌입하여, 회사가 임금 인상, 임금 형평성, 원격 근무 정책, 정신 건강 자원 등의 문제에 대해 "선의로 협상하기를 거부"했다고 비난했다. 같은 달 말, 워싱턴 포스트 길드는 신문사와 3년 기한의 새 계약을 체결하여 18개월간의 협상을 마무리했다.
2025년 5월, 포스트의 기술 직원 대다수는 워싱턴 포스트 기술 길드(Washington Post Tech Guild)로 노동조합을 결성하는 데 찬성표를 던졌으며, 이는 포스트의 300명 이상의 엔지니어링, 제품 디자인 및 데이터 직원을 대표한다.

## 같이 보기
- 뉴스위크